# Diego de Tapia
Diego de Tapia Aldana fue un fraile, filósofo y escritor de España de la Casa de Uclés del siglo XVI.

## Biografía
Diego fue presbítero y canónigo regular de la Orden Militar de Santiago, en el convento de Úcles, villa de España, posteriormente municipio, cabeza del partido judicial de su nombre en la provincia de Cuenca, de antigua fundación, y tiene por armas, una cabeza humana y detrás del escudo se ve la cruz de Santiago, y también hubo el obispado-priorato de Úcles, circunscrito entre las diócesis de Toledo y Cuenca, con capital fuera del Priorato, enclavada en el obispado de Cuenca, al cual pertenecía la villa de Úcles, menos la real casa e iglesia de Santiago, teniendo discontinuos dentro del dicho obispado: las ermitas de Nuestra Señora de la Defensa y el heredamiento de Fuenteredonda y en Madrid (Toledo) le perteneció el monasterio de comendadores de Santiago y en la vicaría de Infantes el convento de monjas de la Concepción de la Membrilla.
Diego fue muy celebrado en su época por su erudición y saber, discípulo de la universidad de Salamanca y dejó obras escritas, una de ellas dedicada al príncipe Don Felipe, posteriormente Felipe II de España.

## Obras
- Dialogus de triplici bono et vent homini nobilitate.., Salmanticae, Excudebat Cornelius Bonardus, 1588.
- Philemon dialogus,..., Salamanca, 1588, en fólio.